# Дом-музей В. И. Ленина (Краков)
Музей В. И. Ленина — существовавший в Кракове с 1954 по 1989 год музей, посвящённый жизни и деятельности В. И. Ульянова (Ленина). Один из двух существовавших в Польше музеев Ленина (второй в Поронине). Музей находился во дворце Маньковских 1904 года постройки, филиал музея находился в Доме Ленина.

## Ленин в Кракове
В здании, в котором располагался музей, Ленин никогда не жил. В июне 1912 года Ленин, Крупская и её мать переехали из Парижа в Краков, входивший тогда в состав Австро-Венгрии. Ленин жил и работал в Кракове два года, именно здесь увидел свет первый номер газеты «Правда».
Приехав 22 июня 1912 года, Ленин остановился на два дня в гостинице «Виктория» (ул. Звежинецкая, д. 6), затем семья поселилась в доме № 218 на улице Звежинецкой («Дом Ленина»). В мае 1913 года Ленин и Крупская переехали в деревню Белый Дунаец, рядом с Поронином. Здесь они жили летом 1913 и 1914 годов в доме у крестьянки Терезы Скупень.
20 октября 1913 В. И. Ленин и Н. К. Крупская возвратились из Белого Дунайца в Краков, где поселились в доме № 51 по улице Любомирского (ныне улица Анджея Фрича Моджевского)
В 1914 году Ленин уехал в Берн.